# Stade du Moustoir
Stade du Moustoir je višenamjenski stadion koji se nalazi u francuskom lučkom gradu Lorientu te je dom istoimenog kluba FC Lorient. Otvoren je u srpnju 1959. godine a izgradnjom nove južne tribine 2010., njegov kapacitet je povećan na 18.500 mjesta.
Stadion je poznat i pod nazivom Stade Yves Allainmat u čast zamjeniku gradonačelnika Yvesu Allainmatu koji je umro 1993. godine.

## Vanjske poveznice
- Informacije o stadionu